# Kuala Pilah
Kuala Pilah – miasto we Malezji w stanie Negeri Sembilan. W 2000 roku liczyło 18 105 mieszkańców.